# Frederick Robert Vere Douglas-Hamilton

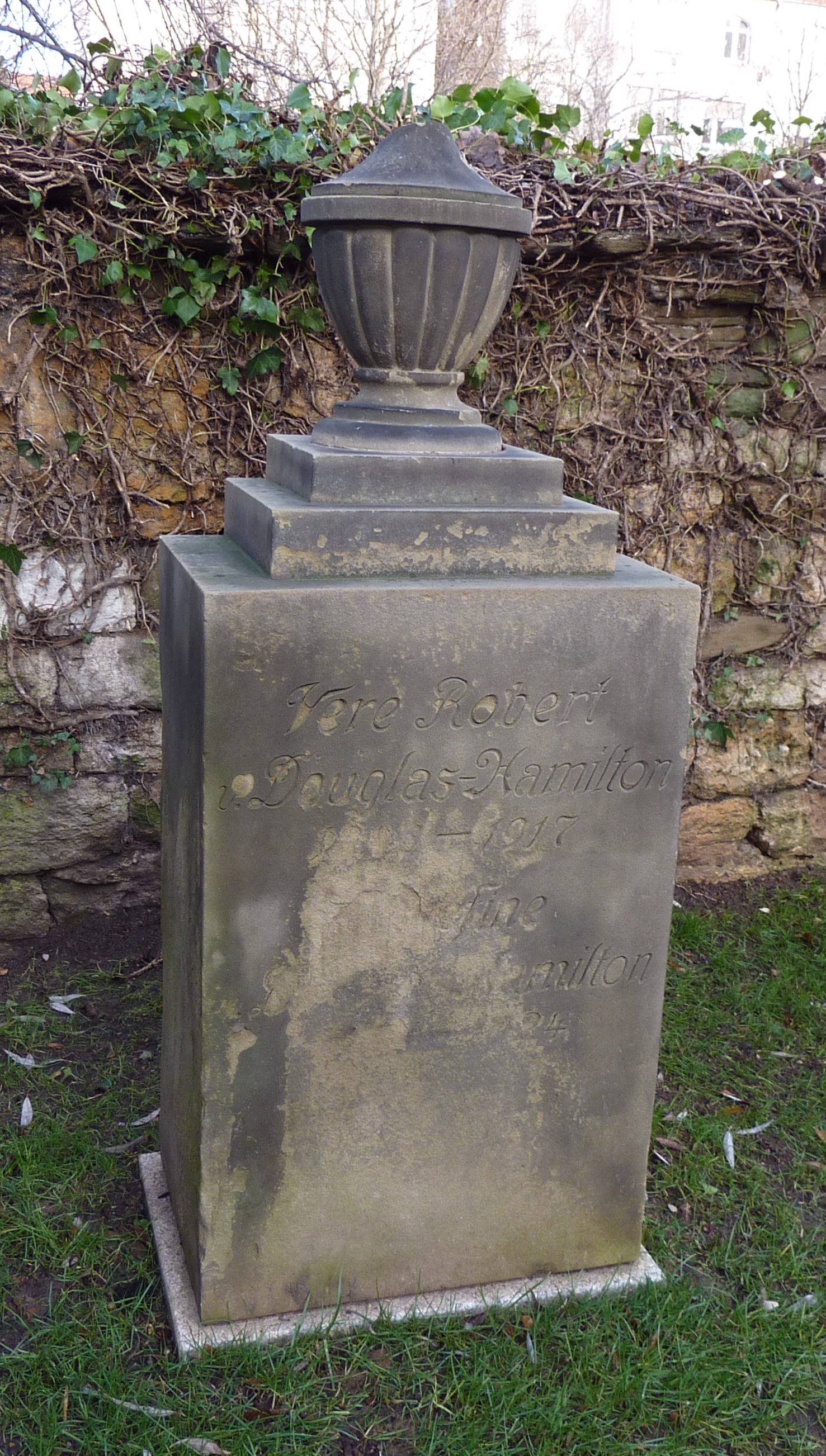
Sepultura no Uff-Kirchhof, Stuttgart

Frederick Robert Vere Douglas-Hamilton (Rio de Janeiro, 7 de dezembro de 1843 – Bad Cannstatt, Stuttgart, 1917) foi um engenheiro escocês.
Frederick Robert Vere Douglas-Hamilton foi o filho mais velho do diplomata Frederic Douglas-Hamilton e de Marina, nascida Norton. Cresceu em Londres e na Ilha da Madeira, e estudou matemática e engenharia civil em Karlsruhe, trabalhando depois como engenheiro ferroviário. Frederick Robert Vere Douglas-Hamilton trabalhou como engenheiro na construção da Schwarzwaldbahn. Em 1873 casou com Josefine Baumann. De 1910 até sua morte morou em Cannstatt, sendo sepultado no Uff-Kirchhof.
Sobre Frederick Robert Vere Douglas-Hamilton escreveu Wilhelm Hausenstein o livro Onkel Vere, der Douglas oder die Geschichte eines Spleens, publicado em 1957.